# J. E. Hutton

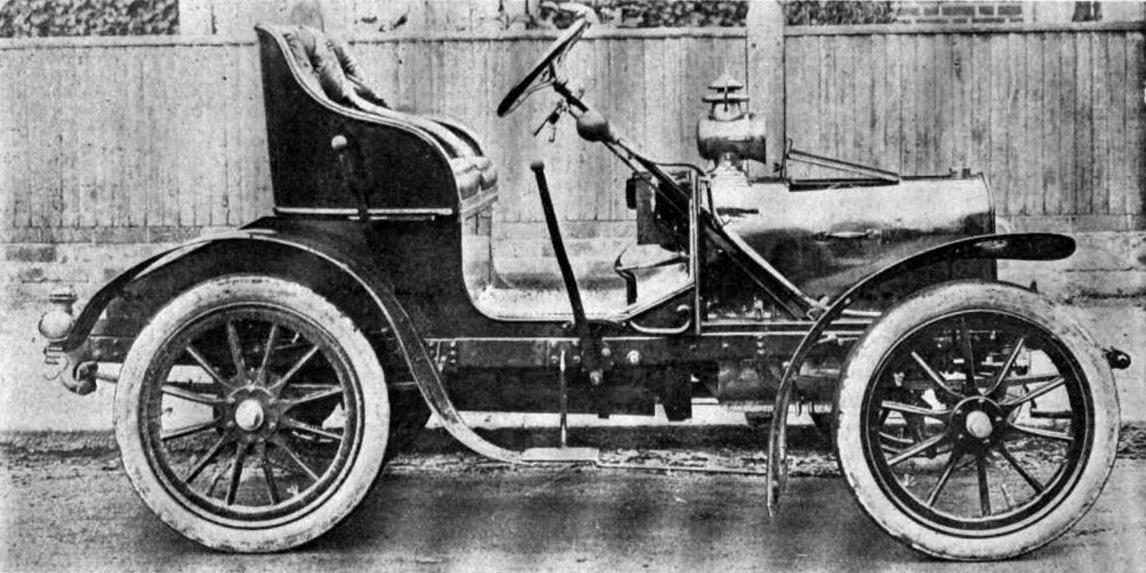
Hutton 12 HP (1904)

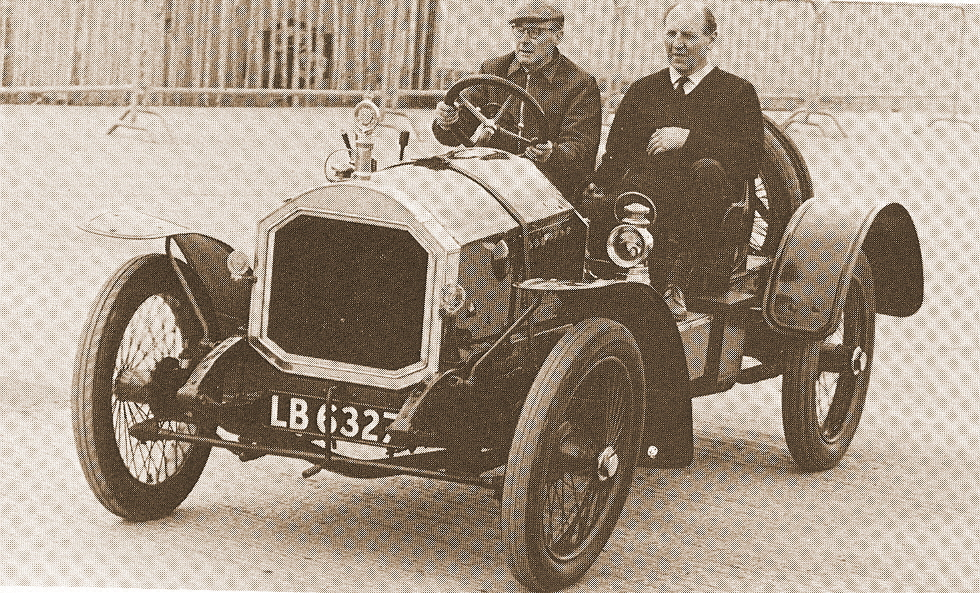
Hutton von 1908

J. E. Hutton Limited war ein britischer Automobilhersteller.

## Beschreibung
Das Unternehmen hatte seinen Sitz bis 1902 in Northallerton, danach in Thames Ditton. Zwischen 1900 und 1908 entstanden Modelle in verschiedenen Größen.
Bis 1902 entstand der Hutton 6 hp mit unterschiedlichen kleinen Motoren von Aster, De Dion-Bouton und Motor Manufacturing Company auf verschiedenen Fahrgestellen. Beispielhaft seien ein Einzylindermotor mit 0,7 l Hubraum und ein Zweizylinder-Reihenmotor mit 1,5 l Hubraum genannt.
Zwischen 1903 und 1905 wurden zwei Modelle mit Vierzylinder-Reihenmotor angeboten. Der Motor des Hutton 12 hp wies ca. 1,6 – 1,7 l Hubraum auf und war seitengesteuert, während der Motor des Hutton 20 hp ca. 2,5 – 2,7 l hatte und gegengesteuert war.
Mit dem Jahr 1905 wurde die Serienfertigung eingestellt, aber 1908 entstand noch auf besondere Order hin ein Napier-Rennwagen, der die RAC Tourist Trophy in diesem Jahr gewann.

## Modelle
Der Ende 1904 vorgestellte 12 HP hatte einen Vierzylindermotor (Bohrung × Hub: 3" x 3.5") mit mechanisch gesteuerten Ventilen und Hochspannungszündung. Der Kühlwasserkreislauf zum Wabenkühler wurde per Schwerkraftzirkulation oder Thermo-Siphon realisiert. Das Getriebe hatte drei Vorwärtsgänge plus Rückwärtsgang. Die Antriebskraft wurde kardanisch an die Hinterachse übertragen. Ein Pedal wirkte auf eine Bremse an der Getriebeausgangswelle, Bremshebel betätigten die Bremstrommeln an den Hinterrädern.
| Modell | Bauzeitraum | Zylinder | Hubraum  |
| ------ | ----------- | -------- | -------- |
| 6 hp   | 1900        | 2 Reihe  | 1527 cm³ |
| 6 hp   | 1901        | 1        | 700 cm³  |
| 12 hp  | 1903–1905   | 4 Reihe  |          |
| 20 hp  | 1903–1905   | 4 Reihe  |          |